# Federico Moyúa Salazar
Federico Moyúa Salazar (Bilbao, 19 de novembre de 1873 – 7 de març de 1939) fou un advocat i polític basc, alcalde de Bilbao.

## Biografia
Era membre d'una família liberal benestant, ja que tant el seu pare com el seu avi participaren en la defensa del setge de Bilbao durant la tercera guerra carlina.
Estudià dret a la Universitat de Deusto però només va exercir uns anys, i va treballar en el negoci de la família de la seva dona, Barandiarán y Compañía. Alhora inicia la seva activitat política el 1909, quan fou escollit regidor de l'ajuntament de Bilbao dins les files del Partit Liberal Fusionista. Quan va dimitir l'alcalde Eugenio Martínez Sevilla fou nomenat alcalde (1 de gener de 1910) i va dimitir quan fou nomenat cap de govern Eduardo Dato e Iradier (novembre de 1913). El 1914 deixà el consistori i el 1919 participà en la fundació de la Liga de Acción Monárquica.
Durant la dictadura de Primo de Rivera fou vocal a Biscaia de la Unión Patriótica i nomenat alcalde de Bilbao el 27 de febrer de 1924. Va mantenir el càrrec fins que fou destituït pel general Dámaso Berenguer el 26 de febrer de 1930. Des de 1927 també fou membre de l'Assemblea Nacional organitzada pel dictador fins que es va proclamar la Segona República Espanyola.
Durant el seu mandat va ser un gran impulsor de les infraestructures i un dels artífexs del Bilbao modern. Entre els majors assoliments del seu exercici com a alcalde estan l'Embassament de l'Ordunte, el proveïment del qual satisfà el 60% de la demanda de Bilbao, els ponts mòbils de Deusto i de l'Ajuntament, el mercat de la Ribera o la reforma de la plaça de l'Arenal. La Plaça El·líptica, a Bilbao, està dedicada al seu nom.